# دم عقرب
دُم عقرب (ایتالیایی: La coda dello scorpione) یک فیلم جالو به کارگردانی سرجو مارتینو است که در سال ۱۹۷۱ منتشر شد.

## بازیگران
- جورج هیلتون
- آنیتا استریندبری
- آلبرتو د مندوسا
- ایدا گالی
- لوئیجی پیستیلی
- توم فلگی
- ژانین رنو
- لوئیس باربو